# A Salt with a Deadly Pepa
A Salt with a Deadly Pepa è il secondo album del gruppo R&B statunitense tutto al femminile Salt-n-Pepa, pubblicato il 2 agosto 1988 dalle etichette London e Next Plateau Entertainment.
L'album è stato promosso dalla pubblicazione dei singoli Shake Your Thang, Get Up Everybody (Get Up) e Twist and Shot. Sia il primo che il secondo erano cover dei due omonimi brani degli Isley Brothers.
Il disco ha ottenuto minor successo rispetto al precedente. È stato ripubblicato nel 1992 dalla Universal Special Products.

## Tracce
Universal Special Products (828364)
London (422-828364-2)
1. Intro Jam – 0:40
2. A Salt with a Deadly Pepa – 3:29
3. I Like It Like That – 4:06
4. Solo Power (Let's Get Paid) – 3:30
5. Shake Your Thang – 3:58 (Isley Brothers)
6. I Gotcha – 4:09
7. Let the Rhythm Run – 3:25 (Fingerprints) – (remix)
8. Get up Everybody (Get Up) – 3:37 (Fingerprints)
9. Spinderella's Not a Fella (But a Girl D.J.) – 4:00
10. Solo Power (Syncopated Soul) – 3:44
11. Twist and Shout – 4:45 (Medley, Russell)
12. Hyped on the Mic – 3:29

Durata totale: 42:52

## Classifiche
| Classifica (1988) | Posizione raggiunta |
| ----------------- | ------------------- |
| Svizzera          | 16                  |
| Regno Unito       | 19                  |
| Stati Uniti       | 38                  |